# Il nonno selvaggio
Il nonno selvaggio è una storia a fumetti apparsa originariamente sul Corriere dei Piccoli nel 1980 e successivamente pubblicata dalla Mondadori. Scritto da Bianca Pitzorno e disegnato da Cinzia Ghigliano, l'opera si distingue per il messaggio di tolleranza e le riflessioni illuministe riguardo al mito del buon selvaggio.
Fatto chiave della narrazione è l'incoronazione del principe figlio dell'imperatore del Sacro Romano Impero, tenutasi a Francoforte; l'autrice riconosce nella descrizione di Wolfgang Goethe dell'evento la fonte principale per l'ispirazione.

## Trama
Nel 1763 la famiglia del borgomastro di Francoforte riceve un pacco inaspettato dall'America. Incuriosita e allibita, la famiglia scopre che al suo interno ha viaggiato un loro lontano parente, rapito da un orso e poi allevato dai pellerossa, durante il soggiorno nel Nuovo Continente del nonno dell'attuale capofamiglia.
L'inaspettato zio americano e selvaggio è malsopportato dal rispettabile borghese tedesco, il quale è stato da poco incaricato di ospitare il grande elettore di Magonza per l'imminente incoronazione dell'arciduca Giuseppe.
I bambini della casa però finiscono per affezionarsi subito allo strampalato parente, che viene all'unanimità adottato come nonno da tutti i piccoli Grönig. Non sopportando di vederlo segregato in soffitta o allontanato nei possedimenti in campagna, i ragazzi si impegnano a "educare" il nonno, insegnandogli le nozioni e i modi appropriati per un alto borghese.
Nonostante l'apprendimento veloce, il vecchio Gustav finisce lo stesso in isolamento in soffitta, a causa della paranoia che si è impadronita degli adulti man mano che l'arrivo dell'arcivescovo di Magonza si avvicina. Gretchen, la figlia più giovane, riesce tuttavia a fuggire col vecchio per andare a divertirsi clandestinamente ad una fiera di un paese dei dintorni.
Lì il duo fa la conoscenza di un educato gentiluomo girovago con cui trascorrono in allegria la giornata. Dopo aver passato la notte in un fienile, i due vengono rintracciati dai piccoli Grönig che li riaccompagnano in città.
L'arcivescovo, colpito dai Grönig, permette alla famiglia di assistere all'incoronazione da un palco privilegiato. Gustav viene però lasciato in casa, per evitare brutte figure. Ma il vecchio riesce comunque a fuggire e a presentarsi alla cerimonia. Il parapiglia che genera l'apparizione del selvaggio in vesti da trapper attira lo sguardo dell'Arciduca e, proprio quando le guardie stanno per intervenire, il nobile interviene, riconoscendo in Gustav l'anziano con la nipote che gli ha tenuto compagnia alla fiera. Il gentiluomo giramondo, infatti, altri non era che l'erede imperiale, che si appresta subito ad offrire la corona di gran ciambellano al vecchio.
Questi, ringraziando il principe, però rifiuta: preferisce rimanere coi piccoli Grönig ed essere il loro "nonno selvaggio".

## Personaggi

### I Grönig
Carlotta, detta Lotte
La figlia maggiore, la più seria e responsabile. La sua età la rende particolarmente ubbidiente e meditativa. Sostituendosi spesso alla madre assente, si cura dei fratelli.
Gottfried Wilhelm, detto Willy
Appassionato di esprimenti e scienze, Willy assume spesso un atteggiamento di superiorità e di comando. Rimane comunque un fratello maggiore affettuoso e a volte sbadato, chiuso nel suo mondo.
Gretchen
La figlia minore e la più vivace. Nonostante i rimproveri materni e gli inviti della servitù ad assumere modi più composti ed una pudicizia femminile, Gretchen è un "maschiaccio": corre per tutta la casa preferendo come compagno di giochi il fratellino Johann, con cui combina molti guai.
Johann Sebastian
Curioso ed iper-attivo, Johann concentra tutte le sue energie nei giochi e negli spericolati passatempi e sfide con la sorella Gretchen.
Friederich Carl
Ancora un infante, Friederich sorride ben poco e strilla e piange molto. I pochi che riescono a fargli smettere il broncio sono la tata Katchen e il nonno Gustav.
Gustav
Zio del borgomastro, finì per essere rapito dagli orsi quando ancora in fasce. Salvato da una tribù di indiani, Gustav è cresciuto fra quelle genti adottato come un loro pari, imparando a vivere nei campi e nelle foreste. Imbattutosi in un missionario, l'uomo di chiesa ha riconosciuto in lui la provenienza europea e, aiutato dal medaglione di famiglia ancora al collo di Gustav, l'ha letteralmente rispedito dai suoi familiari a Francoforte.

## Personaggi secondari
Katchen
Domestica al servizio dei Gronig; si occupa del piccolo Friederich.
L'Arciduca Giuseppe